# Bernhard Kempa

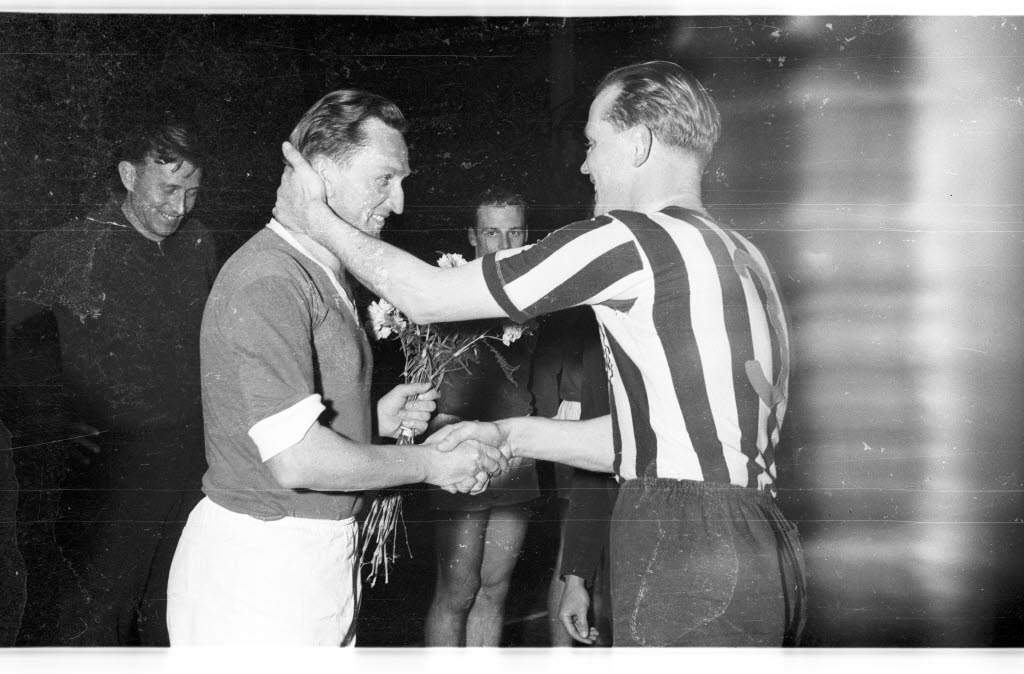
Från vänster: Bernhard Kempa (FA Göppingen) och Heinrich Dahlinger (THW Kiel) vid den tyska mästerskapsfinalen 1957.

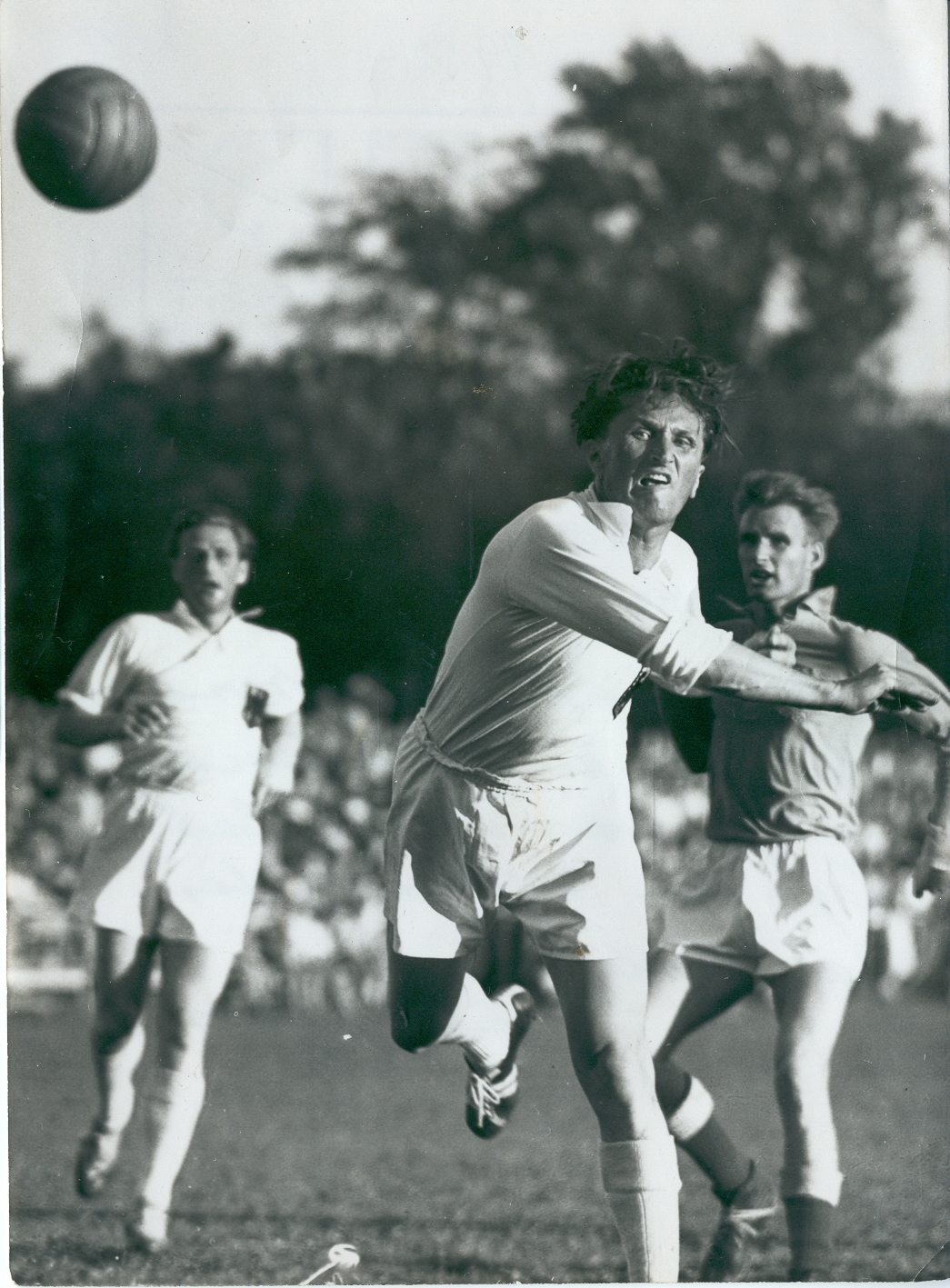
Bernhard Kempa vid utomhus-VM 1952.

Bernhard Kempa, född 19 november 1920 i Oppeln, Övre Schlesien (nuvarande Opole, Polen), död 20 juli 2017 i Bad Boll, Baden-Württemberg, var en tysk handbollsspelare (niometersspelare) och tränare.

## Karriär
Efter andra världskriget kom Kempa tillsammans med sina bröder från Övre Schlesien till staden Göppingen och började spela för handbollsklubben Frisch Auf Göppingen. Under de kommande åren dominerade Frisch Auf Göppingen med Kempa i laget den tyska handbollen. Kempa blev tysk mästare elva gånger. 1953 blev han tysk mästare både inomhus och utomhus.
Kempa har även varit tränare i Frisch Auf Göppingen.

## Eftermäle
- I Tyskland kallas tricket när en spelare fångar en passning i luften och kastar bollen innan man hunnit landa, för "Kempa-Trick" (på svenska "japanare"), efter upphovsmannen Bernhard Kempa.
- Det tyska företaget Uhlsports varumärke Kempa är namngivet efter Bernhard Kempa.